# دریاچه ادوارد
دریاچه ادوارد (به انگلیسی: Lake Edward)، یا روتانزیگ یا ادوارد نیانزا کوچکترین دریاچه در بین دریاچه‌های بزرگ آفریقا است. که در کشورهای جمهوری دموکراتیک کنگو و اوگاندا, ساحل شاملی آن چند کیلومتر پایین‌تر از استوا قرار دارد. این دریاچه به افتخار ادوارد هفتم پادشاهی متحده توسط کاشف آن هنری استنلی نام‌گذاری شد..